# Upsilon Leonis
Désignations
Upsilon Leonis (en abrégé υ Leo) est une étoile géante de la constellation zodiacale du Lion, située à la limite avec celle de la Vierge. Elle est visible à l'œil nu avec une magnitude apparente de 4,30. D'après la mesure de sa parallaxe annuelle par le satellite Hipparcos, l'étoile est distante d'environ ∼ 182 a.l. (∼ 55,8 pc) de la Terre. À cette distance, sa magnitude visuelle est diminuée de 0,02 en raison de l'extinction crée par la poussière interstellaire. Elle s'éloigne du Système solaire à une vitesse radiale de +2 km/s.

## Propriétés
Upsilon Leonis est une étoile géante jaune évoluée de type spectral G9IIIbFe-0,5. Sa métallicité apparaît être plus faible que celle du Soleil, avec une abondance en fer qui vaut 63 % l'abondance solaire. Il s'agit d'une géante du red clump, ce qui indique qu'elle génère son énergie par la fusion de l'hélium dans son noyau, et elle appartient très probablement à la population du disque mince de la Voie lactée.
L'âge de l'étoile est estimé autour de 4 milliards d'années et elle est environ 1,5 fois plus massive que le Soleil. Son rayon est 11 fois plus grand que le rayon solaire, elle est 63 fois plus lumineuse que le Soleil et sa température de surface est de 4 842 K. Sa vitesse de rotation projetée est trop faible pour pouvoir être mesurée.

## Système planétaire
En 2022, une planète géante, Upsilon Leonis b, a été détectée en orbite autour de l'étoile par la méthode des vitesses radiales.
| Planète | Masse                | Demi-grand axe (ua) | Période orbitale (jours) | Excentricité       | Inclinaison | Rayon |
| ------- | -------------------- | ------------------- | ------------------------ | ------------------ | ----------- | ----- |
| b       | ≥ 0,51+0,06 −0,26 MJ | 1,18+0,11 −0,32     | 385,2+2,8 −1,3           | 0,320+0,134 −0,218 |             |       |